# Lijst van Belgische ministers van staat
Dit is de lijst van alle Belgische ministers van staat.

## Ministers van Staat benoemd doorkoning Leopold I(1831-1865)
| Naam | Naam                                        | Benoeming         | Partij            | Partij | Functies |
| ---- | ------------------------------------------- | ----------------- | ----------------- | ------ | --- |
|      | Félix de Mérode (1791-1857)                 | 12 november 1831  | katholiek         |        | Lid van het Voorlopig Bewind en van het Nationaal Congres Minister van Oorlog, Buitenlandse Zaken en Financiën Volksvertegenwoordiger                          |
|      | Barthélemy de Theux de Meylandt (1794-1874) | 12 november 1831  | katholiek         |        | Lid van het Nationaal Congres Minister van Binnenlandse Zaken en Buitenlandse Zaken Eerste minister Volksvertegenwoordiger                                     |
|      | Felix de Mûelenaere (1793-1862)             | 12 november 1831  | katholiek         |        | Lid van het Nationaal Congres Gouverneur van West-Vlaanderen Minister van Buitenlandse Zaken Eerste minister Volksvertegenwoordiger                            |
|      | Albert Goblet d'Alviella (1790-1873)        | 17 september 1832 | liberaal          |        | Minister van Oorlog en Buitenlandse Zaken Eerste minister Volksvertegenwoordiger                                                                               |
|      | Auguste Duvivier (1772-1846)                | 8 augustus 1834   | liberaal          |        | Minister van Financiën Volksvertegenwoordiger |
|      | Louis Evain (1775-1852)                     | 19 augustus 1836  | technicus         |        | Minister van Oorlog |
|      | Jean-Baptiste Nothomb (1805-1881)           | 19 juni 1845      | katholiek         |        | Lid van het Nationaal Congres Minister van Openbare Werken, Justitie en Binnenlandse Zaken Eerste Minister Volksvertegenwoordiger                              |
|      | Edouard d'Huart (1800-1884)                 | 30 juli 1845      | liberaal          |        | Lid van het Nationaal Congres Volksvertegenwoordiger en senator Minister van Financiën Gouverneur van de provincie Namen                                       |
|      | Edouard Mercier (1799-1870)                 | 12 augustus 1845  | liberaal          |        | Gouverneur van Henegouwen Volksvertegenwoordiger Minister van Financiën                                                                                        |
|      | Charles Liedts (1802-1878)                  | 12 augustus 1847  | liberaal          |        | Lid van het Nationaal Congres Gouverneur van Henegouwen en Brabant Volksvertegenwoordiger Voorzitter van de Kamer Minister van Binnenlandse Zaken en Financiën |
|      | Henri de Brouckère (1801-1891)              | 12 augustus 1847  | liberaal          |        | Lid van het Nationaal Congres Volksvertegenwoordiger Gouverneur van Antwerpen en Luik Eerste minister Minister van Buitenlandse Zaken                          |
|      | Jules Joseph d'Anethan (1803-1888)          | 6 juni 1856       | Katholieke Partij |        | Volksvertegenwoordiger en senator Voorzitter van de Senaat Minister van Justitie, Oorlog en Buitenlandse Zaken Eerste minister                                 |
|      | Adolphe Dechamps (1807-1875)                | 6 juni 1856       | Katholieke Partij |        | Volksvertegenwoordiger Gouverneur van Luxemburg Minister van Openbare Werken en Buitenlandse Zaken                                                             |
|      | Charles Le Hon (1792-1868)                  | 6 juni 1856       | liberaal          |        | Lid van het Nationaal Congres Volksvertegenwoordiger |
|      | Joseph Lebeau (1794-1866)                   | 12 november 1857  | liberaal          |        | Lid van het Nationaal Congres Volksvertegenwoordiger Gouverneur van Namen Minister van Buitenlandse Zaken en Justitie Eerste minister                          |
|      | Noël Delfosse (1801-1858)                   | 12 november 1857  | liberaal          |        | Volksvertegenwoordiger Voorzitter van de Kamer |
|      | Walthère Frère-Orban (1812-1896)            | 3 juni 1861       | liberaal          |        | Volksvertegenwoordiger Minister van Openbare Werken, Financiën en Buitenlandse Zaken Eerste minister                                                           |
|      | Adolphe de Vrière (1806-1885)               | 4 november 1861   | liberaal          |        | Gouverneur van Namen, Henegouwen en West-Vlaanderen Volksvertegenwoordiger Minister van Buitenlandse Zaken                                                     |
|      | Eugène de Ligne (1804-1880)                 | 13 mei 1863       | Liberale Partij   |        | Senator Voorzitter van de Senaat |
|      | Sylvain Van de Weyer (1802-1874)            | 13 mei 1863       | liberaal          |        | Lid van het Voorlopig Bewind en van het Nationaal Congres Minister van Buitenlandse Zaken Eerste minister                                                      |
|      | Constant d'Hoffschmidt (1804-1873)          | 6 juni 1863       | Liberale Partij   |        | Volksvertegenwoordiger en senator Minister van Openbare Werken en Buitenlandse Zaken                                                                           |

## Ministers van Staat benoemd doorkoning Leopold II(1865-1909)
| Naam | Naam                                   | Benoeming        | Partij            | Partij | Functies |
| ---- | -------------------------------------- | ---------------- | ----------------- | ------ | --- |
|      | Charles Rogier (1800-1885)             | 4 januari 1868   | liberaal          |        | Lid van het Voorlopig Bewind en van het Nationaal Congres Volksvertegenwoordiger Voorzitter van de Kamer Minister van Binnenlandse Zaken, Openbare Werken en Buitenlandse Zaken Eerste minister Gouverneur van Antwerpen |
|      | Alphonse Vandenpeereboom (1812-1884)   | 4 januari 1868   | Liberale Partij   |        | Volksvertegenwoordiger Minister van Binnenlandse Zaken |
|      | Jules Malou (1810-1886)                | 24 juli 1870     | Katholieke Partij |        | Volksvertegenwoordiger en senator Gouverneur van Antwerpen Minister van Financiën Eerste minister |
|      | Barthélémy Du Mortier (1797-1878)      | 7 juli 1872      | katholiek         |        | Volksvertegenwoordiger |
|      | Charles Vilain XIIII (1803-1878)       | 1 mei 1875       | Katholieke Partij |        | Lid van het Nationaal Congres Volksvertegenwoordiger Voorzitter van de Kamer Gouverneur van Oost-Vlaanderen Minister van Buitenlandse Zaken                                                                              |
|      | Hubert Dolez (1808-1880)               | 1 mei 1875       | Liberale Partij   |        | Volksvertegenwoordiger en senator Voorzitter van de Kamer |
|      | François d'Elhoungne (1815-1892)       | 7 januari 1879   | Liberale Partij   |        | Volksvertegenwoordiger |
|      | Auguste Orts (1814-1880)               | 7 januari 1879   | Liberale Partij   |        | Volksvertegenwoordiger Voorzitter van de Kamer |
|      | Jules Bara (1835-1900)                 | 8 juni 1884      | Liberale Partij   |        | Volksvertegenwoordiger en senator Minister van Justitie |
|      | Eudore Pirmez (1830-1890)              | 18 juni 1884     | Liberale Partij   |        | Volksvertegenwoordiger Minister van Binnenlandse Zaken |
|      | Auguste Lambermont (1819-1905)         | 25 januari 1885  | technicus         |        | Secretaris-generaal van het ministerie van Buitenlandse Zaken |
|      | Victor Jacobs (1838-1891)              | 20 mei 1888      | Katholieke Partij |        | Volksvertegenwoordiger Minister van Openbare Werken, Financiën, Binnenlandse Zaken en Openbaar Onderwijs" |
|      | Charles Delcour (1811-1889)            | 20 mei 1888      | Katholieke Partij |        | Volksvertegenwoordiger Minister van Binnenlandse Zaken |
|      | Théophile de Lantsheere (1833-1918)    | 9 juni 1890      | Katholieke Partij |        | Volksvertegenwoordiger en senator Voorzitter van de Kamer Gouverneur van de Nationale Bank |
|      | Karel de Mérode-Westerloo (1824-1892)  | 9 juni 1890      | Katholieke Partij |        | Volksvertegenwoordiger en senator Voorzitter van de Senaat |
|      | Henri t'Kint de Roodenbeke (1817-1900) | 9 juni 1890      | Katholieke Partij |        | Volksvertegenwoordiger en senator Voorzitter van de Senaat |
|      | Louis de Jonghe d'Ardoye (1820-1893)   | 15 november 1891 | technicus         |        | Buitengewoon gezant en gevolmachtigd minister |
|      | Jules Guillery (1824-1902)             | 15 november 1891 | Liberale Partij   |        | Volksvertegenwoordiger Voorzitter van de Kamer |
|      | Charles Woeste (1837-1922)             | 15 november 1891 | Katholieke Unie   |        | Volksvertegenwoordiger Minister van Justitie |
|      | August Beernaert (1829-1912)           | 28 maart 1894    | Katholieke Partij |        | Volksvertegenwoordiger Voorzitter van de Kamer Minister van Openbare Werken, Landbouw en Nijverheid en Financiën Eerste minister                                                                                         |
|      | Jules Le Jeune (1828-1911)             | 28 maart 1894    | Katholieke Partij |        | Senator Minister van Justitie |
|      | Jules de Burlet (1844-1897)            | 25 februari 1896 | Katholieke Partij |        | Volksvertegenwoordiger en senator Minister van Binnenlandse Zaken en Buitenlandse Zaken Eerste minister |
|      | Pierre Tack (1818-1910)                | 9 november 1897  | Katholieke Partij |        | Volksvertegenwoordiger Minister van Financiën |
|      | Paul de Smet de Naeyer (1843-1913)     | 24 januari 1899  | Katholieke Partij |        | Volksvertegenwoordiger en senator Minister van Financiën en Openbare Werken Eerste minister |
|      | Joseph Devolder (1842-1919)            | 7 mei 1900       | Katholieke Partij |        | Volksvertegenwoordiger en senator Minister van Justitie, Binnenlandse Zaken en Openbaar Onderwijs |
|      | Charles Graux (1837-1910)              | 7 mei 1900       | Liberale Partij   |        | Volksvertegenwoordiger en senator Minister van Financiën |
|      | Jules Vandenpeereboom (1843-1917)      | 7 mei 1900       | Katholieke Partij |        | Volksvertegenwoordiger en senator Minister van Spoorwegen, Post en Telegrafie en Oorlog Eerste minister |
|      | Paul de Favereau (1856-1922)           | 1 mei 1907       | Katholieke Partij |        | Volksvertegenwoordiger en senator Voorzitter van de Senaat Minister van Buitenlandse Zaken |
|      | Jules Van den Heuvel (1854-1926)       | 1 mei 1907       | Katholieke Partij |        | Minister van Justitie |
|      | Frans Schollaert (1851-1917)           | 6 mei 1907       | Katholieke Partij |        | Volksvertegenwoordiger Voorzitter van de Kamer Minister van Binnenlandse Zaken, Landbouw en Kunsten en Wetenschappen Eerste minister                                                                                     |
|      | Jules Greindl (1835-1917)              | 6 mei 1907       | technicus         |        | Buitengewoon gezant en gevolmachtigd minister |
|      | Émile Dupont (1834-1912)               | 6 mei 1907       | Liberale Partij   |        | Volksvertegenwoordiger en senator |

## Ministers van Staat benoemd doorkoning Albert I(1909-1934)
| Naam | Naam                                 | Benoeming         | Partij            | Partij | Functies |
| ---- | ------------------------------------ | ----------------- | ----------------- | ------ | --- |
|      | Julien Liebaert (1848-1930)          | 23 februari 1912  | Katholieke Partij |        | Volksvertegenwoordiger en senator Minister van Financiën, Nijverheid en Arbeid en Spoorwegen, Post en Telegrafie                                                                                                |
|      | Gerard Cooreman (1852-1926)          | 23 februari 1912  | Katholieke Partij |        | Volksvertegenwoordiger en senator Voorzitter van de Kamer Minister van Nijverheid en Arbeid en Economische Zaken Eerste minister                                                                                |
|      | Joris Helleputte (1852-1925)         | 23 februari 1912  | Katholieke Partij |        | Volksvertegenwoordiger Minister van Landbouw, Spoorwegen, Post en Telegrafie en Openbare Werken |
|      | Xavier Neujean (1840-1914)           | 23 februari 1912  | Liberale Partij   |        | Volksvertegenwoordiger |
|      | Louis Huysmans (1844-1915)           | 23 februari 1912  | Liberale Partij   |        | Volksvertegenwoordiger |
|      | Louis De Sadeleer (1852-1924)        | 14 augustus 1912  | Katholieke Partij |        | Volksvertegenwoordiger en senator Voorzitter van de Kamer |
|      | Paul Janson (1840-1913)              | 14 augustus 1912  | Liberale Partij   |        | Volksvertegenwoordiger en senator |
|      | Paul Hymans (1865-1941)              | 2 augustus 1914   | Liberale Partij   |        | Volksvertegenwoordiger Minister van Economische Zaken, Buitenlandse Zaken en Justitie |
|      | Eugène Goblet d'Alviella (1846-1925) | 2 augustus 1914   | Liberale Partij   |        | Volksvertegenwoordiger en senator Minister Zonder Portefeuille |
|      | Emile Vandervelde (1866-1938)        | 4 augustus 1914   | BWP               |        | Volksvertegenwoordiger Minister van Militaire en Burgerlijke Intendantie, Justitie, Buitenlandse Zaken en Openbare Gezondheid Partijvoorzitter                                                                  |
|      | Eugène Beyens (1855-1934)            | 26 juli 1915      | technicus         |        | Buitengewoon gezant en gevolmachtigd minister Minister van Buitenlandse Zaken |
|      | Charles de Broqueville (1860-1940)   | 31 mei 1918       | Katholieke Partij |        | Volksvertegenwoordiger en senator Minister van Spoorwegen, Post en Telegrafie, Oorlog, Buitenlandse Zaken, Nationaal Herstel, Binnenlandse Zaken, Landsverdediging, Landbouw en Middenstand Eerste minister     |
|      | Paul Segers (1870-1946)              | 21 november 1918  | Katholieke Partij |        | Volksvertegenwoordiger en senator Minister van Spoorwegen, Post en Telegrafie |
|      | Henri Carton de Wiart (1869-1951)    | 21 november 1918  | Katholieke Partij |        | Volksvertegenwoordiger Minister van Justitie, Binnenlandse Zaken, Sociale Voorzorg, Economische Coördinatie en Nationale Wederuitrusting Eerste minister                                                        |
|      | Adolphe Max (1869-1939)              | 21 november 1918  | Liberale Partij   |        | Volksvertegenwoordiger Burgemeester van Brussel |
|      | Paul Van Hoegaerden (1858-1922)      | 21 november 1918  | Liberale Partij   |        | Volksvertegenwoordiger en senator |
|      | Aloys Van de Vyvere (1871-1961)      | 21 november 1918  | Katholieke Partij |        | Volksvertegenwoordiger Minister van Landbouw, Openbare Werken, Spoorwegen, Financiën, Economische Zaken en Justitie Eerste minister                                                                             |
|      | Ernest Solvay (1838-1922)            | 21 november 1918  | Liberale Partij   |        | Grootindustrieel Senator |
|      | Emile Francqui (1862-1935)           | 21 november 1918  | liberaal          |        | Directeur bij de Generale Maatschappij Minister Zonder Portefeuille |
|      | Michel Levie (1851-1939)             | 21 november 1918  | Katholieke Partij |        | Volksvertegenwoordiger Minister van Financiën |
|      | Louis Bertrand (1856-1943)           | 21 november 1918  | BWP               |        | Volksvertegenwoordiger |
|      | Léon Colleaux (1865-1950)            | 21 november 1918  | BWP               |        | Volksvertegenwoordiger en senator |
|      | Paul Berryer (1868-1936)             | 21 november 1918  | Katholieke Partij |        | Senator Minister van Binnenlandse Zaken en Volksgezondheid |
|      | Jules Renkin (1862-1934)             | 2 juni 1920       | Katholieke Partij |        | Volksvertegenwoordiger Minister van Justitie, Koloniën, Spoorwegen, Post en Telegrafie, Binnenlandse Zaken en Financiën Eerste minister                                                                         |
|      | Léon Delacroix (1867-1929)           | 20 november 1920  | Katholieke Partij |        | Volksvertegenwoordiger Minister van Financiën Eerste minister |
|      | Albert Mechelynck (1854-1924)        | 8 maart 1924      | Liberale Partij   |        | Volksvertegenwoordiger Partijvoorzitter |
|      | Henri Jaspar (1870-1939)             | 11 maart 1924     | Katholieke Unie   |        | Volksvertegenwoordiger Minister van Economische Zaken, Binnenlandse Zaken, Buitenlandse Zaken, Koloniën en Financiën Eerste minister                                                                            |
|      | Charles Magnette (1863-1937)         | 2 april 1925      | Liberale Partij   |        | Volksvertegenwoordiger en senator Voorzitter van de Senaat |
|      | Emile Brunet (1863-1945)             | 2 april 1925      | BWP               |        | Volksvertegenwoordiger Voorzitter van de Kamer Minister Zonder Portefeuille |
|      | Alexandre Braun (1847-1935)          | 2 april 1925      | Katholieke Unie   |        | Senator |
|      | Georges Theunis (1873-1966)          | 13 mei 1925       | Katholieke Unie   |        | Senator Minister van Financiën en Landsverdediging Eerste minister Gouverneur van de Nationale Bank |
|      | Fulgence Masson (1854-1942)          | 13 mei 1925       | Liberale Partij   |        | Volksvertegenwoordiger Minister van Oorlog en Justitie |
|      | Prosper Poullet (1868-1937)          | 20 mei 1926       | Katholieke Unie   |        | Volksvertegenwoordiger Voorzitter van de Kamer Minister van Kunsten en Wetenschappen, Economische Zaken, Spoorwegen, Posterijen en Telegrafie, Binnenlandse Zaken, Justitie en Landsverdediging Eerste minister |
|      | Louis Franck (1868-1937)             | 27 september 1926 | Liberale Partij   |        | Volksvertegenwoordiger Minister van Koloniën Gouverneur van de Nationale Bank |
|      | Jean Servais (1856-1946)             | 13 oktober 1926   | technicus         |        | Procureur-generaal van het Hof van Beroep in Brussel |
|      | Emile Tibbaut (1862-1935)            | 8 april 1930      | Katholieke Unie   |        | Volksvertegenwoordiger Voorzitter van de Kamer |
|      | Albert Devèze (1881-1958)            | 8 april 1930      | Liberale Partij   |        | Volksvertegenwoordiger Minister van Landsverdediging, Binnenlandse Zaken en Economische Zaken Partijvoorzitter                                                                                                  |
|      | Edward Anseele (1856-1938)           | 8 april 1930      | BWP               |        | Volksvertegenwoordiger Minister van Openbare Werken en Spoorwegen, Posterijen en Telegrafie |
|      | Paul-Emile Janson (1872-1944)        | 6 juni 1931       | Liberale Partij   |        | Volksvertegenwoordiger en senator Minister van Landsverdediging, Justitie en Buitenlandse Zaken Eerste minister                                                                                                 |
|      | Frans Van Cauwelaert (1880-1961)     | 6 juni 1931       | Katholieke Unie   |        | Volksvertegenwoordiger Voorzitter van de Kamer Minister van Landbouw, Middenstand en Openbare Werken |
|      | Maurice Houtart (1866-1939)          | 22 februari 1932  | Katholieke Unie   |        | Volksvertegenwoordiger en senator Minister van Financiën en Koloniën |
|      | Xavier Neujean (1865-1940)           | 23 september 1932 | Liberale Partij   |        | Volksvertegenwoordiger Minister van Spoorwegen, Posterijen en Telegrafie en Kunsten en Wetenschappen |
|      | Jules Poncelet (1869-1952)           | 23 september 1932 | Katholieke Unie   |        | Volksvertegenwoordiger Voorzitter van de Kamer |

## Ministers van Staat benoemd doorkoning Leopold III(1934-1944)
| Naam | Naam                               | Benoeming    | Partij            | Partij | Functies |
| ---- | ---------------------------------- | ------------ | ----------------- | ------ | --- |
|      | Cyrille Van Overbergh (1866-1959)  | 31 juli 1934 | Katholieke Partij |        | Senator |
|      | Maurice August Lippens (1875-1956) | 31 juli 1934 | Liberale Partij   |        | Senator Voorzitter van de Senaat Gouverneur van Oost-Vlaanderen Gouverneur-generaal van Belgisch Congo Minister van PTT, Vervoer en Openbaar Onderwijs |

## Ministers van Staat benoemd doorprins-regent Karel(1944-1950)
| Naam | Naam                               | Benoeming        | Partij          | Partij | Functies |
| ---- | ---------------------------------- | ---------------- | --------------- | ------ | --- |
|      | Hendrik Heyman (1879-1958)         | 3 september 1945 | CVP             |        | Volksvertegenwoordiger Minister van Sociale Voorzorg, Nijverheid en Arbeid                                                                                        |
|      | Hubert Pierlot (1883-1963)         | 3 september 1945 | PSC             |        | Volksvertegenwoordiger en senator Minister van Binnenlandse Zaken, Landbouw, Justitie, Buitenlandse Zaken, Landsverdediging en Openbaar Onderwijs Eerste minister |
|      | Paul Tschoffen (1878-1961)         | 3 september 1945 | PSC             |        | Volksvertegenwoordiger en senator Minister van Nijverheid, Arbeid en Sociale Voorzorg, Spoorwegen, Posterijen en Telegrafie, Justitie en Koloniën                 |
|      | Robert Gillon (1884-1972)          | 3 september 1945 | Liberale Partij |        | Senator Voorzitter van de Senaat |
|      | Octave Dierckx (1882-1955)         | 3 september 1945 | Liberale Partij |        | Senator Partijvoorzitter Minister van Verkeerswezen, Binnenlandse Zaken en Openbaar Onderwijs                                                                     |
|      | Victor Maistriau (1870-1961)       | 3 september 1945 | Liberale Partij |        | Volksvertegenwoordiger Minister van Openbaar Onderwijs en Justitie                                                                                                |
|      | Camille Gutt (1884-1971)           | 3 september 1945 | liberaal        |        | Minister van Financiën en Economische Zaken Directeur-generaal van het IMF                                                                                        |
|      | Louis de Brouckère (1870-1951)     | 3 september 1945 | PSB             |        | Senator |
|      | Eugène Soudan (1880-1960)          | 3 september 1945 | BSP             |        | Volksvertegenwoordiger en senator Minister van Justitie, Financiën, Buitenlandse Zaken en Openbaar Onderwijs                                                      |
|      | Joseph Merlot (1886-1959)          | 3 september 1945 | PSB             |        | Volksvertegenwoordiger Minister van Openbare Werken, Binnenlandse Zaken, Begroting en Pensioenen                                                                  |
|      | Achille Delattre (1879-1964)       | 3 september 1945 | PSB             |        | Volksvertegenwoordiger Minister van Arbeid en Sociale Voorzorg en Brandstof en Energie Partijvoorzitter                                                           |
|      | Frans Fischer (1875-1949)          | 3 september 1945 | PSB             |        | Volksvertegenwoordiger |
|      | Camille Huysmans (1871-1968)       | 3 september 1945 | BSP             |        | Volksvertegenwoordiger Voorzitter van de Kamer Minister van Kunsten en Wetenschappen en Openbaar Onderwijs Eerste minister                                        |
|      | Georges Hubin (1863-1947)          | 3 september 1945 | PSB             |        | Volksvertegenwoordiger |
|      | Romain Moyersoen (1870-1967)       | 13 februari 1946 | CVP             |        | Volksvertegenwoordiger en senator Voorzitter van de Senaat Minister van Nijverheid en Arbeid, Ravitaillering en Economische Zaken                                 |
|      | Paul van Zeeland (1893-1973)       | 21 juli 1948     | PSC             |        | Volksvertegenwoordiger en senator Minister van Buitenlandse Zaken en Buitenlandse Handel Eerste minister                                                          |
|      | Henri Rolin (1891-1973)            | 21 juli 1948     | PSB             |        | Senator Voorzitter van de Senaat Onderstaatssecretaris voor Landsverdediging en minister van Justitie                                                             |
|      | August de Schryver (1898-1991)     | 21 juli 1948     | CVP             |        | Volksvertegenwoordiger Partijvoorzitter Minister van Landbouw, Binnenlandse Zaken, Justitie, Economische Zaken en Belgisch Congo en Ruanda-Urundi                 |
|      | Max Buset (1896-1959)              | 21 juli 1948     | PSB             |        | Volksvertegenwoordiger Partijvoorzitter |
|      | Albert-Edouard Janssen (1883-1966) | 24 juni 1949     | PSC             |        | Senator Minister van Financiën |
|      | Paul-Henri Spaak (1899-1972)       | 11 augustus 1949 | PSB             |        | Volksvertegenwoordiger Minister van Verkeerswezen en Buitenlandse Zaken Eerste minister Secretaris-generaal van de NAVO                                           |

## Ministers van Staat benoemd doorkoning Boudewijn(1950-1993)
| Naam | Naam                                       | Benoeming        | Partij          | Partij | Functies |
| ---- | ------------------------------------------ | ---------------- | --------------- | ------ | --- |
|      | Cassian Lohest (1894-1951)                 | 21 december 1950 | PSC             |        | Senator |
|      | Théo Lefèvre (1914-1973)                   | 23 december 1958 | CVP             |        | Volksvertegenwoordiger en senator Partijvoorzitter Eerste minister Minister van en staatssecretaris voor Wetenschapsbeleid |
|      | Paul Struye (1896-1974)                    | 23 december 1958 | PSC             |        | Senator Voorzitter van de Senaat Minister van Justitie |
|      | Roger Motz (1904-1964)                     | 23 december 1958 | Liberale Partij |        | Volksvertegenwoordiger en senator Partijvoorzitter Minister van Economische Zaken |
|      | Achiel Van Acker (1898-1975)               | 23 december 1958 | BSP             |        | Volksvertegenwoordiger Voorzitter van de Kamer Minister van Arbeid en Sociale Voorzorg, Steenkool en Verkeerswezen Eerste minister |
|      | Joseph Lemaire (1882-1966)                 | 5 april 1963     | PSB             |        | Voorzitter van La Prévoyance Sociale |
|      | Gaston Eyskens (1905-1988)                 | 5 april 1963     | CVP             |        | Volksvertegenwoordiger en senator Eerste minister Minister van Financiën en Economische Zaken |
|      | Charles du Bus de Warnaffe (1894-1965)     | 5 april 1963     | PSC             |        | Volksvertegenwoordiger Minister van Vervoer en PTT, Binnenlandse Zaken, Justitie en Koloniën |
|      | Paul Kronacker (1897-1994)                 | 5 april 1963     | PVV             |        | Volksvertegenwoordiger en senator Voorzitter van de Kamer Minister van Invoer en Bevoorrading |
|      | Léo Collard (1902-1981)                    | 5 april 1963     | PSB             |        | Volksvertegenwoordiger Partijvoorzitter Minister van Openbaar Onderwijs |
|      | Joseph Pholien (1884-1968)                 | 12 juli 1966     | PSC             |        | Senator Eerste minister Minister van Justitie |
|      | Paul-Willem Segers (1900-1983)             | 12 juli 1966     | CVP             |        | Senator Minister van Verkeerswezen en Landsverdediging |
|      | Jean Van Houtte (1907-1991)                | 12 juli 1966     | CVP             |        | Senator Eerste minister Minister van Financiën |
|      | René Lefebvre (1893-1976)                  | 12 juli 1966     | PLP             |        | Volksvertegenwoordiger Minister van Landbouw en Binnenlandse Zaken |
|      | Antoon Spinoy (1906-1967)                  | 12 juli 1966     | BSP             |        | Volksvertegenwoordiger Minister van Landsverdediging, Economische Zaken en Energie |
|      | Piet Vermeylen (1904-1991)                 | 12 juli 1966     | BSP             |        | Senator Minister van Binnenlandse Zaken, Justitie en Nationale Opvoeding |
|      | Omer Vanaudenhove (1913-1994)              | 12 juli 1966     | PVV             |        | Senator Partijvoorzitter Minister van Openbare Werken en Wederopbouw |
|      | Oscar Behogne (1900-1970)                  | 12 juli 1966     | PSC             |        | Volksvertegenwoordiger Minister van Openbare Werken, Arbeid en Sociale Voorzorg |
|      | Maurice Destenay (1900-1973)               | 12 juli 1966     | PLP             |        | Volksvertegenwoordiger Partijvoorzitter |
|      | Émile Cornez (1900-1967)                   | 12 juli 1966     | PSB             |        | Gouverneur van Henegouwen |
|      | Jos Van Eynde (1907-1992)                  | 15 juli 1969     | BSP             |        | Volksvertegenwoordiger Partijvoorzitter |
|      | Albert Lilar (1900-1976)                   | 15 juli 1969     | PVV             |        | Senator Minister van Justitie, Algemeen Bestuur en Administratieve Hervormingen |
|      | Paul Vanden Boeynants (1919-2001)          | 15 juli 1969     | PSC             |        | Volksvertegenwoordiger Partijvoorzitter Eerste minister Minister van Middenstand en Landsverdediging |
|      | Robert Houben (1905-1992)                  | 15 juli 1969     | CVP             |        | Senator Partijvoorzitter Minister van Volksgezondheid en Gezin |
|      | Léon-Eli Troclet (1902-1980)               | 15 juli 1969     | PSB             |        | Senator Minister van Arbeid en Sociale Voorzorg en Economische Zaken |
|      | Edmond Leburton (1915-1997)                | 22 februari 1971 | PSB             |        | Volksvertegenwoordiger Voorzitter van de Kamer Eerste minister Minister van Volksgezondheid en Gezin, Sociale Voorzorg en Economische Zaken |
|      | Jean Rey (1902-1983)                       | 23 februari 1972 | PLP             |        | Volksvertegenwoordiger Minister van Wederopbouw en Economische Zaken Voorzitter van de Europese Commissie Europees Parlementslid |
|      | Pierre Harmel (1911-2009)                  | 20 februari 1973 | PSC             |        | Volksvertegenwoordiger en senator Voorzitter van de Senaat Eerste minister Minister van Openbaar Onderwijs, Justitie, Culturele Zaken en Openbaar Ambt en Buitenlandse Zaken                                                                   |
|      | August Cool (1903-1983)                    | 30 maart 1973    | CVP             |        | Algemeen secretaris en voorzitter van het Algemeen Christelijk Vakverbond |
|      | Louis Major (1904-1991)                    | 30 maart 1973    | BSP             |        | Volksvertegenwoordiger Algemeen secretaris van het Algemeen Belgisch Vakverbond Minister van Arbeid en Tewerkstelling |
|      | Edmond Machtens (1902-1978)                | 30 maart 1973    | PSB             |        | Senator Burgemeester van Sint-Jans-Molenbeek |
|      | Pierre Descamps (1916-1992)                | 30 maart 1973    | PLP             |        | Senator Partijvoorzitter |
|      | Marguerite De Riemaecker-Legot (1913-1977) | 18 oktober 1974  | CVP             |        | Volksvertegenwoordiger Minister van Gezin en Huisvesting |
|      | Marc-Antoine Pierson (1908-1988)           | 18 oktober 1974  | PSB             |        | Volksvertegenwoordiger en senator Minister van Economische Zaken |
|      | Frans Grootjans (1922-1999)                | 18 oktober 1974  | PVV             |        | Volksvertegenwoordiger Voorzitter van de Vlaamse Raad Partijvoorzitter Minister van Nationale Opvoeding en Financiën |
|      | Robert Henrion (1915-1997)                 | 14 februari 1977 | PRLW            |        | Volksvertegenwoordiger en senator Minister van Financiën |
|      | Raymond Scheyven (1911-1987)               | 14 februari 1977 | PSC             |        | Volksvertegenwoordiger en senator Minister van Economische Zaken en Ontwikkelingssamenwerking |
|      | Alfons Vranckx (1907-1979)                 | 14 februari 1977 | BSP             |        | Volksvertegenwoordiger Minister van Binnenlandse Zaken en Justitie |
|      | Raoul Vreven (1900-1979)                   | 14 februari 1977 | PVV             |        | Volksvertegenwoordiger en senator Minister voor de Coördinatie van de Institutionele Hervormingen |
|      | Jos De Saeger (1911-1998)                  | 4 oktober 1978   | CVP             |        | Volksvertegenwoordiger Minister van Openbare Werken, Volksgezondheid en Gezin en Milieu |
|      | Edward Leemans (1926-1998)                 | 2 december 1983  | CVP             |        | Senator Voorzitter van de Senaat |
|      | Willy Claes (1938)                         | 2 december 1983  | SP              |        | Volksvertegenwoordiger Partijvoorzitter Minister van Nationale Opvoeding, Economische Zaken en Buitenlandse Zaken Secretaris-generaal van de NAVO                                                                                              |
|      | Guy Spitaels (1931-2012)                   | 2 december 1983  | PS              |        | Senator Partijvoorzitter Minister van Tewerkstelling en Arbeid, Begroting en Verkeerswezen Waals Minister-President Lid van het Waals Parlement en het Parlement van de Franse Gemeenschap Voorzitter van het Waals Parlement                  |
|      | Michel Toussaint (1922-2007)               | 2 december 1983  | PRL             |        | Senator Europees Parlementslid Minister-staatssecretaris en minister van Nationale Opvoeding en minister van Buitenlandse Handel en Hervorming van de Instellingen Voorzitter van de Franse Gemeenschapsraad Europees Parlementslid            |
|      | Frans Van der Elst (1920-1997)             | 2 december 1983  | Volksunie       |        | Volksvertegenwoordiger en senator Partijvoorzitter |
|      | André Cools (1927-1991)                    | 2 december 1983  | PS              |        | Volksvertegenwoordiger Minister van Begroting en Economische Zaken Partijvoorzitter Voorzitter van de Waalse Raad Waals minister van Lokale Besturen                                                                                           |
|      | Herman Vanderpoorten (1922-1984)           | 2 december 1983  | PVV             |        | Volksvertegenwoordiger en senator Minister van Binnenlandse Zaken, Justitie en Institutionele Hervormingen |
|      | Jean Defraigne (1929-2016)                 | 2 december 1983  | PRL             |        | Volksvertegenwoordiger en senator Voorzitter van de Kamer Staatssecretaris van Streekeconomie en minister van Openbare Werken |
|      | Alfred Califice (1916-1999)                | 2 december 1983  | PSC             |        | Volksvertegenwoordiger en senator Staatssecretaris voor en minister van Huisvesting en Ruimtelijke Ordening, minister van Openbare Werken, Tewerkstelling en Arbeid, Waalse Zaken, Sociale Voorzorg, Pensioenen, Volksgezondheid en Leefmilieu |
|      | Antoinette Spaak (1928-2020)               | 2 december 1983  | FDF             |        | Volksvertegenwoordiger Brussels Hoofdstedelijk Parlementslid Europees Parlementslid Partijvoorzitter |
|      | August Vanistendael (1917-2003)            | 2 december 1983  | CVP             |        | Secretaris-generaal van de Internationale Christelijke Vakbond |
|      | Willy De Clercq (1927-2011)                | 6 januari 1985   | PVV             |        | Volksvertegenwoordiger Partijvoorzitter Minister-staatssecretaris voor en minister van Begroting en minister van Financiën Europees Parlementslid en Europees Commissaris                                                                      |
|      | Frank Van Acker (1929-1992)                | 6 juni 1985      | SP              |        | Volksvertegenwoordiger en senator Staatssecretaris voor Begroting en minister van Sociale Voorzorg |
|      | Wilfried Martens (1936-2013)               | 7 maart 1992     | CVP             |        | Volksvertegenwoordiger en senator Partijvoorzitter Eerste minister Europees Parlementslid Voorzitter van de Europese Volkspartij |
|      | Irène Pétry (1922-2007)                    | 26 mei 1992      | PS              |        | Volksvertegenwoordiger en senator Staatssecretaris voor Ontwikkelingssamenwerking Voorzitter van de Franse Gemeenschapsraad Rechter bij en voorzitter van het Arbitragehof                                                                     |
|      | Leo Tindemans (1922-2014)                  | 26 mei 1992      | CVP             |        | Volksvertegenwoordiger Minister van Communautaire Betrekkingen, Landbouw, Middenstand, Begroting en Buitenlandse Zaken Partijvoorzitter Eerste minister Europees Parlementslid                                                                 |
|      | Jean Gol (1942-1995)                       | 26 mei 1992      | PRL             |        | Volksvertegenwoordiger Partijvoorzitter Staatssecretaris voor Waalse Economie en minister van Justitie, Institutionele Hervormingen en Buitenlandse Handel Europees Parlementslid                                                              |
|      | Arthur Gilson (1915-2004)                  | 26 mei 1992      | PSC             |        | Volksvertegenwoordiger Minister van Landsverdediging, Binnenlandse Zaken en Openbaar Ambt |
|      | Philippe Busquin (1941)                    | 26 mei 1992      | PS              |        | Volksvertegenwoordiger en senator Partijvoorzitter Minister van Nationale Opvoeding, Binnenlandse Zaken en Sociale Zaken Waals minister van Begroting, Energie, Economie, KMO'S en Werkgelegenheid Europees Parlementslid Europees Commissaris |
|      | Renaat Van Elslande (1916-2000)            | 26 mei 1992      | CVP             |        | Volksvertegenwoordiger Minister-onderstaatssecretaris voor en minister van Cultuur, minister van Nederlandstalige Cultuur, Binnenlandse Zaken, Buitenlandse Zaken, Ontwikkelingssamenwerking en Justitie                                       |
|      | Paula D'Hondt (1926-2022)                  | 26 mei 1992      | CVP             |        | Senator Staatssecretaris voor PTT en minister van Openbare Werken Koninklijk Commissaris voor het Migrantenbeleid |
|      | Gilbert Temmerman (1928-2012)              | 26 mei 1992      | SP              |        | Volksvertegenwoordiger Burgemeester van Gent |
|      | Karel Van Miert (1942-2009)                | 26 mei 1992      | SP              |        | Volksvertegenwoordiger Partijvoorzitter Europees Parlementslid Europees Commissaris |

## Ministers van Staat benoemd doorkoning Albert II(1993-2013)
| Naam | Naam                                   | Benoeming         | Partij    | Partij | Functies |
| ---- | -------------------------------------- | ----------------- | --------- | ------ | --- |
|      | Andries Kinsbergen (1926-2016)         | 10 september 1993 | VLD       |        | Gouverneur van Antwerpen |
|      | Frank Swaelen (1930-2007)              | 30 januari 1995   | CVP       |        | Volksvertegenwoordiger en senator Voorzitter van de Senaat Partijvoorzitter Minister van Landsverdediging |
|      | Louis Tobback (1938)                   | 30 januari 1995   | SP        |        | Volksvertegenwoordiger en senator Partijvoorzitter Minister van Binnenlandse Zaken en Openbaar Ambt |
|      | Philippe Moureaux (1939-2018)          | 30 januari 1995   | PS        |        | Volksvertegenwoordiger en senator Minister van Binnenlandse Zaken, Nationale Opvoeding, Justitie, Institutionele Hervormingen, het Brussels Gewest en Sociale Zaken Minister-President van de Franse Gemeenschap |
|      | Louis Michel (1947)                    | 30 januari 1995   | PRL       |        | Volksvertegenwoordiger en senator Partijvoorzitter Minister van Buitenlandse Zaken Europees Commissaris Europees Parlementslid |
|      | Hugo Schiltz (1927-2006)               | 30 januari 1995   | Volksunie |        | Volksvertegenwoordiger en senator Partijvoorzitter Minister van Begroting en Wetenschapsbeleid Vlaams minister van Financiën en Begroting |
|      | José Daras (1948)                      | 30 januari 1995   | Ecolo     |        | Volksvertegenwoordiger en senator Waals minister van Transport, Mobiliteit en Energie |
|      | Guy Verhofstadt (1953)                 | 30 januari 1995   | VLD       |        | Volksvertegenwoordiger en senator Partijvoorzitter Eerste minister Minister van Begroting en Wetenschapsbeleid Europees Parlementslid |
|      | Gérard Deprez (1943)                   | 30 januari 1995   | PSC       |        | Senator Partijvoorzitter Europees Parlementslid |
|      | Charles-Ferdinand Nothomb (1936-2023)  | 30 januari 1995   | PSC       |        | Volksvertegenwoordiger en senator Voorzitter van de Kamer Partijvoorzitter Minister van Buitenlandse Zaken, Binnenlandse Zaken en Openbaar Ambt |
|      | Magda Aelvoet (1944)                   | 30 januari 1995   | Agalev    |        | Volksvertegenwoordiger en senator Vlaams Parlementslid Europees Parlementslid Minister van Volksgezondheid en Leefmilieu |
|      | Annemie Neyts (1944)                   | 30 januari 1995   | VLD       |        | Volksvertegenwoordiger Partijvoorzitter Europees Parlementslid Staatssecretaris voor het Brussels Gewest en Europese Zaken en minister van Buitenlandse Handel Brussels minister van Financiën en Begroting, Buitenlandse Betrekkingen en Ambtenarenzaken |
|      | Herman De Croo (1937)                  | 3 juni 1998       | VLD       |        | Volksvertegenwoordiger en senator Partijvoorzitter Voorzitter van de Kamer Vlaams Parlementslid Minister van Nationale Opvoeding, Pensioenen, PTT, Verkeerswezen en Buitenlandse Handel |
|      | Robert Urbain (1930-2018)              | 17 juli 1998      | PS        |        | Volksvertegenwoordiger en senator Staatssecretaris voor Ruimtelijke Ordening, Huisvesting en Streekeconomie en minister van PTT en Buitenlandse Handel Frans Gemeenschapsminister van Onderwijs, Gezondheid en Sociale Aangelegenheden |
|      | François-Xavier de Donnea (1941)       | 17 juli 1998      | PRL       |        | Volksvertegenwoordiger en senator Europees Parlementslid Staatssecretaris voor Ontwikkelingssamenwerking en minister van Landsverdediging en het Brussels Gewest Minister-President van de Brussels Hoofdstedelijke Regering |
|      | Gaston Geens (1931-2002)               | 17 juli 1998      | CVP       |        | Volksvertegenwoordiger en senator Staatssecretaris voor en minister van Begroting en minister van Financiën en de Vlaamse Gemeenschap Vlaams minister-president |
|      | Antoine Duquesne (1941-2010)           | 17 juli 1998      | PRL       |        | Volksvertegenwoordiger en senator Partijvoorzitter Europees Parlementslid Minister van Nationale Opvoeding en Binnenlandse Zaken |
|      | Philippe Maystadt (1948-2017)          | 17 juli 1998      | PSC       |        | Volksvertegenwoordiger en senator Partijvoorzitter Staatssecretaris voor Waalse Zaken en minister van Openbaar Ambt, Wetenschapsbeleid, Begroting, Economische Zakenn, Financiën en Buitenlandse Handel Voorzitter van de Europese Investeringsbank |
|      | Mark Eyskens (1933)                    | 18 november 1998  | CVP       |        | Volksvertegenwoordiger Eerste minister Staatssecretaris voor Ruimtelijke Ordening en Huisvesting, Begroting en Vlaamse Zaken en minister van Ontwikkelingssamenwerking, Financiën, Economische Zaken en Buitenlandse Zaken |
|      | Jean-Luc Dehaene (1940-2014)           | 12 juli 1999      | CVP       |        | Volksvertegenwoordiger en senator Eerste minister Europees Parlementslid Minister van Sociale Zaken, Institutionele Hervormingen en Verkeerswezen |
|      | Jos Geysels (1952)                     | 28 januari 2002   | Agalev    |        | Volksvertegenwoordiger Vlaams Parlementslid Politiek secretaris van Agalev |
|      | Karel De Gucht (1954)                  | 28 januari 2002   | VLD       |        | Volksvertegenwoordiger en senator Partijvoorzitter Europees Parlementslid Vlaams Parlementslid Minister van Buitenlandse Zaken Europees Commissaris |
|      | Freddy Willockx (1947-2024)            | 28 januari 2002   | sp.a      |        | Volksvertegenwoordiger Staatssecretaris voor Financiën en minister van PTT en Pensioenen Europees Parlementslid |
|      | Elio Di Rupo (1951)                    | 28 januari 2002   | PS        |        | Volksvertegenwoordiger en senator Waals Parlementslid en lid van het Parlement van de Franse Gemeenschap Eerste minister Partijvoorzitter Waals minister-president Frans Gemeenschapsminister van Onderwijs, het Audiovisuele en Ambtenarenzaken Minister van Verkeer, Overheidsbedrijven, Economische Zaken, Buitenlandse Handel en Telecommunicatie            |
|      | Daniel Ducarme (1954-2010)             | 28 januari 2002   | PRL       |        | Volksvertegenwoordiger Waals Parlementslid en lid van het Parlement van de Franse Gemeenschap Europees Parlementslid Partijvoorzitter Waals minister van Milieu en Landbouw Frans Gemeenschapsminister van Kunsten en Letteren Minister-President van de Brussels Hoofdstedelijke Regering                                                                       |
|      | Miet Smet (1943-2024)                  | 28 januari 2002   | CD&V      |        | Volksvertegenwoordiger en senator Europees Parlementslid Vlaams Parlementslid Staatssecretaris voor Milieu en Sociale Emancipatie en minister van Tewerkstelling en Arbeid |
|      | Roger Lallemand (1932-2016)            | 28 januari 2002   | PS        |        | Senator Voorzitter van de Senaat |
|      | Raymond Langendries (1943)             | 28 januari 2002   | PSC       |        | Volksvertegenwoordiger en senator Voorzitter van de Kamer Europees Parlementslid Minister van Openbaar Ambt |
|      | Patrick Dewael (1955)                  | 28 januari 2002   | VLD       |        | Volksvertegenwoordiger Voorzitter van de Kamer Vlaams minister-president Vlaams minister van Cultuur Minister van Binnenlandse Zaken |
|      | Jacky Morael (1959-2016)               | 28 januari 2002   | Ecolo     |        | Volksvertegenwoordiger en senator Federaal secretaris van Ecolo |
|      | Luc Coene (1947-2017)                  | 1 augustus 2003   | VLD       |        | Senator Kabinetschef van de eerste minister Gouverneur van de Nationale Bank |
|      | Charles Picqué (1948)                  | 26 januari 2004   | PS        |        | Volksvertegenwoordiger Brussels Hoofdstedelijk Parlementslid Voorzitter van het Brussels Hoofdstedelijk Parlement Brussels minister-president Frans Gemeenschapsminister van Sociale Aangelegenheden en Gezondheid |
|      | Philippe Monfils (1939)                | 26 januari 2004   | MR        |        | Volksvertegenwoordiger en senator Waals Parlementslid en lid van het Parlement van de Franse Gemeenschap Europees Parlementslid Partijvoorzitter Minister-president van de Franse Gemeenschap Frans Gemeenschapsminister van Sociale Aangelegenheden, Vorming en Toerisme                                                                                        |
|      | Herman Van Rompuy (1947)               | 26 januari 2004   | CD&V      |        | Volksvertegenwoordiger en senator Voorzitter van de Kamer Eerste minister Partijvoorzitter Minister van Begroting en Landbouw Voorzitter van de Europese Raad |
|      | Steve Stevaert (1954-2015)             | 26 januari 2004   | sp.a      |        | Vlaams Parlementslid Partijvoorzitter Gouverneur van Limburg Vlaams minister van Ruimtelijke Ordening, Openbare Werken en Mobiliteit |
|      | Étienne Davignon (1932)                | 26 januari 2004   | cdH       |        | Europees Commissaris Topfunctionaris |
|      | Jaak Gabriëls (1943-2024)              | 26 januari 2004   | VLD       |        | Volksvertegenwoordiger Partijvoorzitter Vlaams Parlementslid Minister van Landbouw en Middenstand Vlaams minister van Economie, Buitenlandse Handel, Huisvesting en Buitenlands Beleid |
|      | Johan Vande Lanotte (1955)             | 30 januari 2006   | sp.a      |        | Volksvertegenwoordiger en senator Partijvoorzitter Minister van Binnenlandse Zaken, Begroting, Overheidsbedrijven en Economische Zaken |
|      | Armand De Decker (1948-2019)           | 30 november 2009  | MR        |        | Volksvertegenwoordiger en senator Voorzitter van de Senaat Brussels Hoofdstedelijk Parlementslid en lid van het Parlement van de Franse Gemeenschap Voorzitter van het Brussels Hoofdstedelijk Parlement Minister van Ontwikkelingssamenwerking |
|      | Jos Chabert (1933-2014)                | 30 november 2009  | CD&V      |        | Volksvertegenwoordiger en senator Brussels Hoofdstedelijk Parlementslid Minister van Nederlandse Cultuur en Vlaamse Zaken, Verkeerswezen, PTT, Openbare Werken en Institutionele Hervormingen Brussels minister van Financiën, Begroting, Externe Betrekkingen en Openbaar Ambt, Economie en Energie en Transport, Openbare Werken, Noodhulp en Brandbestrijding |
|      | Frank Vandenbroucke (1955)             | 30 november 2009  | sp.a      |        | Volksvertegenwoordiger en senator Partijvoorzitter Vlaams Parlementslid Minister van Buitenlandse Zaken, Sociale Zaken, Pensioenen, Werk en Volksgezondheid Vlaams minister van Onderwijs en Vorming |
|      | Melchior Wathelet (1949)               | 7 december 2009   | cdH       |        | Volksvertegenwoordiger Staatssecretaris voor Waalse Zaken en minister van Justitie, Middenstand, Economische Zaken en Landsverdediging Waals minister-president Advocaat-generaal bij het Europees Hof van Justitie |
|      | Karel Poma (1920-2014)                 | 7 december 2009   | Open Vld  |        | Volksvertegenwoordiger en senator Staatssecretaris voor Milieu Vlaams minister van Cultuur |
|      | André Flahaut (1955)                   | 7 december 2009   | PS        |        | Volksvertegenwoordiger Voorzitter van de Kamer Minister van Ambtenarenzaken en Landsverdediging |
|      | Yves Leterme (1960)                    | 7 december 2011   | CD&V      |        | Volksvertegenwoordiger en senator Eerste minister Vlaams minister-president Partijvoorzitter Minister van Buitenlandse Zaken Adjunct-secretaris-generaal van de OESO |
|      | Jacques van Ypersele de Strihou (1936) | 20 juli 2013      | cdH       |        | Kabinetschef van de Koning |

## Ministers van Staat benoemd doorkoning Filip(2013-heden)
| Naam | Naam                   | Benoeming       | Partij | Partij | Functies |
| ---- | ---------------------- | --------------- | ------ | ------ | --- |
|      | Frans van Daele (1947) | 2 november 2017 | CD&V   |        | Diplomaat Kabinetschef van de Koning |
|      | Charles Michel (1975)  | 31 oktober 2019 | MR     |        | Volksvertegenwoordiger Eerste minister Partijvoorzitter Minister van Ontwikkelingssamenwerking Waals minister van Binnenlandse Aangelegenheden en Ambtenarenzaken |